# Coimbra
Coimbra é a cidade capital do Distrito de Coimbra, estando inserida na sub-região Região de Coimbra (NUT III) e na Região do Centro (NUT II).
É sede do Município de Coimbra que tem uma área total de 319,40km2, 140 796 habitantes em 2021 e uma densidade populacional de 441 hab./km2, subdividido em 18 freguesias. Este município é limitado, a norte, pelo município da Mealhada, a leste, por Penacova, Vila Nova de Poiares e Miranda do Corvo, a sul, por Condeixa-a-Nova, a oeste, por Montemor-o-Velho e, a noroeste, por Cantanhede.
Coimbra é uma das mais antigas cidades de Portugal e tem uma forte identidade ligada ao ensino e à cultura, sendo historicamente reconhecida como uma cidade universitária. Esta reputação deve-se, sobretudo, à presença da Universidade de Coimbra, uma das mais antigas da Europa e uma das maiores de Portugal. Fundada em 1290, como Estudo Geral Português, por iniciativa de D. Dinis, a universidade foi inicialmente criada em Lisboa, tendo alternado entre as duas cidades até se fixar definitivamente em Coimbra, nas margens do rio Mondego, em 1537.
Na história contemporânea, a população estudantil da Universidade de Coimbra desempenhou um papel marcante na defesa dos ideais de liberdade e democracia, tendo sido uma força ativa contra a ditadura do Estado Novo.
Além da sua relevância académica, Coimbra foi também capital do Reino de Portugal até 1255, altura em que essa função passou para Lisboa. Na cidade encontra-se o Mosteiro de Santa Cruz, onde está sepultado D. Afonso Henriques, primeiro rei de Portugal, e que foi o primeiro Panteão Nacional do país.
Coimbra é atravessada pelo rio Mondego, que nasce na Serra da Estrela, no sentido Este-Oeste.
É considerada uma das mais importantes cidades portuguesas, devido a infraestruturas, organizações e empresas nela instaladas para além da sua importância histórica e privilegiada posição geográfica no centro de Portugal continental, entre as cidades de Lisboa e do Porto. Ao nível de serviços oferecidos, é acima de tudo no ensino e nas tecnologias ligadas à saúde que a cidade consegue maior notoriedade. A população estudantil da cidade ronda os 37 000 matriculados, parte no ensino superior público não politécnico, parte no ensino superior público politécnico e parte no ensino superior privado.
O feriado municipal ocorre a 4 de julho, em memória da rainha Santa Isabel de Aragão, padroeira da cidade conhecida popularmente apenas por rainha santa. Foi Capital Nacional da Cultura em 2003. No dia 22 de junho de 2013, a Universidade de Coimbra, Alta e Sofia, foi declarada Património Mundial pela UNESCO.

## História

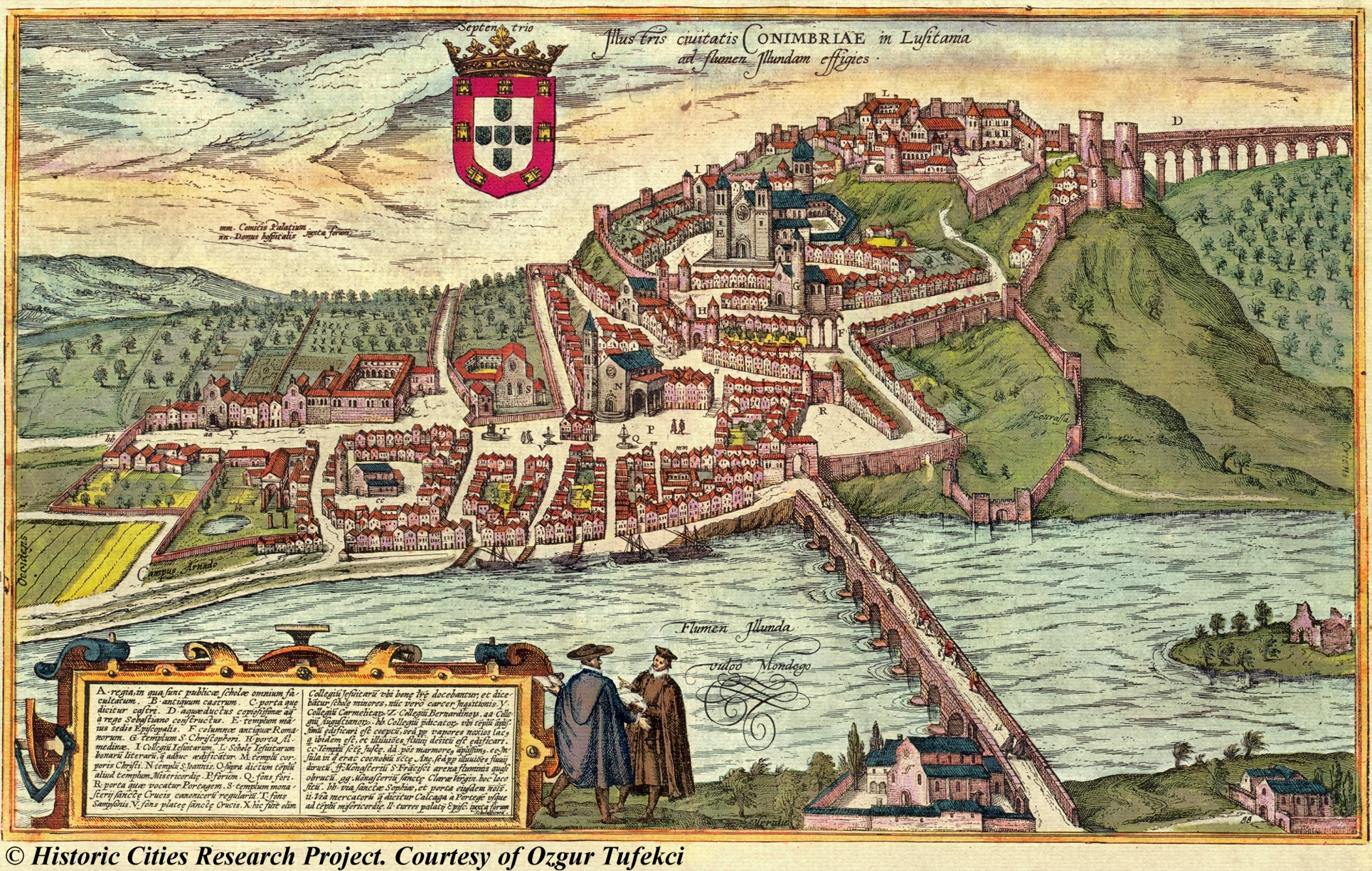
A cidade de Coimbra em 1598

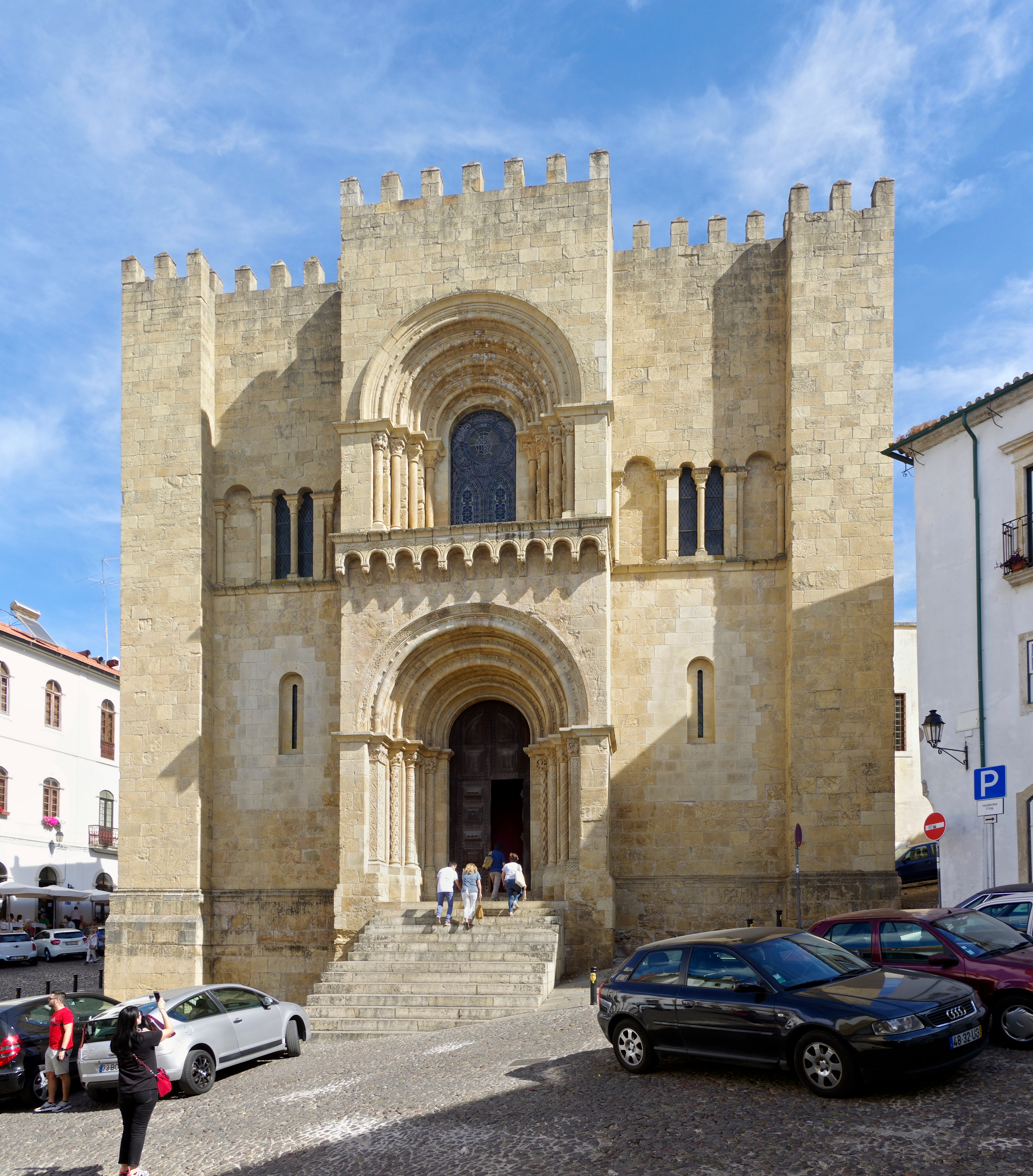
Sé Velha de Coimbra

Cidade de ruas estreitas, pátios, escadinhas e arcos medievais, Coimbra foi berço de nascimento de seis reis de Portugal, da Primeira Dinastia, assim como da primeira Universidade do País e é uma das mais antigas cidades da Europa.
Os Romanos chamaram à cidade, que se erguia pela colina sobre o rio Mondego, Emínio (Aeminium). Mais tarde, com o aumento da sua importância passou a ser sede de Diocese, substituindo a cidade romana próxima de Conímbriga, donde derivou o seu novo nome.
Em 711 os mouros chegaram à Península Ibérica e a cidade passou a chamar-se Kulūmriyya, tornando-se num importante entreposto comercial entre o norte cristão e o sul árabe, com uma forte comunidade moçárabe.
Foi tomada por Hermenegildo Guterres em 878 e torna-se capital do Condado de Coimbra mas ela foi atacada por Almançor em 986 e recuperada para o domínio muçulmano em 987. Só em 1064, aquando da campanha das Beiras, é que a cidade foi definitivamente reconquistada por Fernando Magno de Leão, tendo ela sofrido um longo cerco de seis meses, entre 20 de Janeiro e 9 de Julho.
Coimbra renasce e torna-se a cidade mais importante abaixo do rio Douro, capital de um vasto condado governado pelo moçárabe Sesnando. Integrada em 1094 no Condado Portucalense, o conde D. Henrique e a rainha D. Teresa fazem dela a sua residência, a cidade foi atacada em 1116, sitiada em 1117 e viria a ser na segurança das suas muralhas que iria nascer o segundo rei de Portugal, Sancho I, que faz dela a capital do condado, substituindo Guimarães em 1129.
No século XII, Coimbra apresentava já uma estrutura urbana, dividida entre a cidade alta, designada por Alta ou Almedina, onde viviam os aristocratas, os clérigos e, mais tarde, os estudantes, e a Baixa, do comércio, do artesanato e dos bairros ribeirinhos populares.
Coimbra é igualmente conhecida pela lealdade do seu alcaide-mor Martim de Freitas, que nas lutas que opuseram o rei D. Sancho II ao seu irmão, o conde de Bolonha, D. Afonso III, se recusou a entregar as chaves do castelo de Coimbra, sem que antes fosse a Toledo confirmar a morte de D. Sancho II, a quem prestara vassalagem. Depois dessa confirmação foi entregue o castelo a Afonso III. Entregue, não tomado.
Desde meados do século XVI que a história da cidade passa a girar em torno à história da Universidade de Coimbra, sendo apenas já no século XIX que a cidade se começa a expandir para além do seu casco muralhado, que chega mesmo a desaparecer com a reformas levadas a cabo pelo Marquês de Pombal.

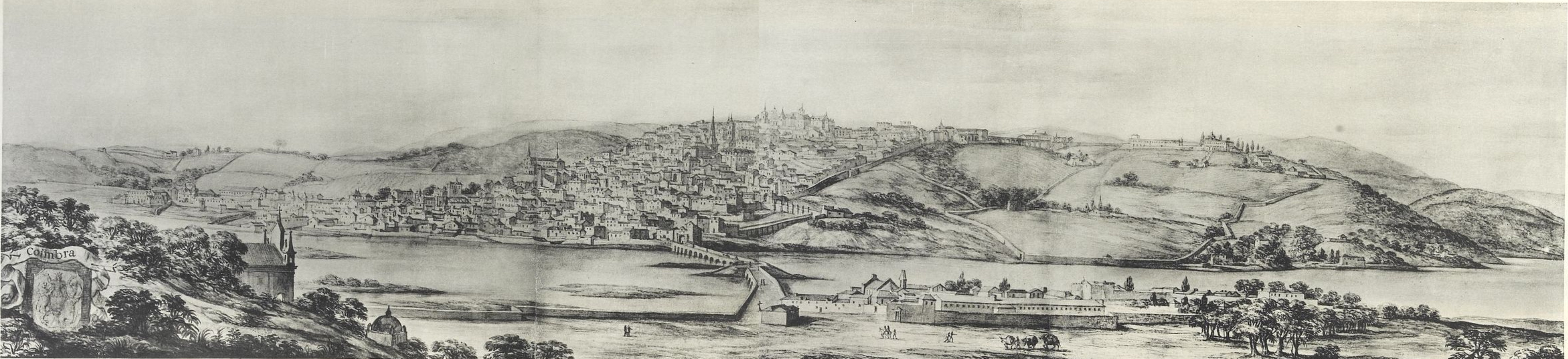
Coimbra em 1669

A primeira metade do século XIX traz tempos difíceis para Coimbra, com a ocupação da cidade pelas tropas de Junot e Massena, durante a invasão francesa e, posteriormente, a extinção das ordens religiosas. No entanto, na segunda metade de oitocentos, a cidade viria a recuperar o esplendor perdido — em 1856 surge o primeiro telégrafo elétrico na cidade e a iluminação a gás, em 1864 é inaugurado o caminho-de-ferro e 11 anos depois nasce a ponte férrea sobre as águas do rio Mondego.

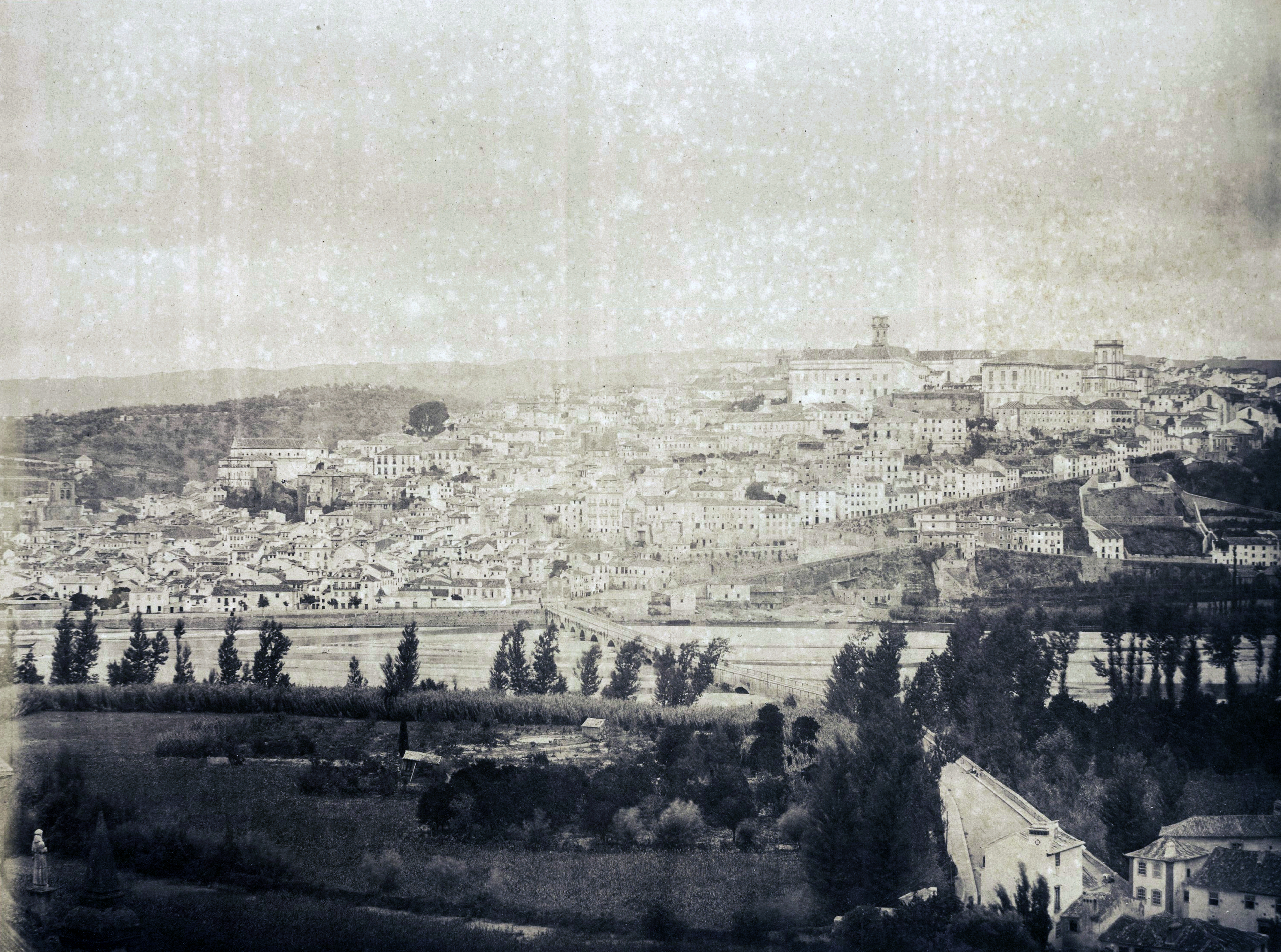
Coimbra em 1855

Com a Universidade como referência inultrapassável, desta surgem movimentos estudantis, de cariz quer político, quer cultural, quer social. Muitos desses movimentos e entidades não resistiram ao passar dos anos. Outros ainda hoje resistem com vigor ao passar dos anos. Da Universidade surgiram e resistem ainda hoje em plena atividade primeiro o Orfeon Académico de Coimbra, em 1880, o mais antigo coro do país, a própria Associação Académica de Coimbra, em 1887, a Tuna Académica da Universidade de Coimbra, em 1888. Com presença em três séculos e um peso social e cultural imenso, o Orfeon Académico de Coimbra representou o país um pouco por todo o mundo, em todos os continentes, levando a música coral portuguesa e o Fado de Coimbra a todo o mundo. Na área do Teatro Universitário pode distinguir-se o TEUC — Teatro dos Estudantes da Universidade de Coimbra. Este organismo autónomo da AAC da Universidade de Coimbra é o grupo de Teatro Universitário mais antigo da Europa em atividade contínua. Foi fundado em 1938 pelo Prof. Doutor Paulo Quintela e pelo Dr. Manuel Deniz-Jacinto, foi a segunda escola de Teatro em Portugal de onde saíram inúmeros atores do panorama cultural português, e sempre se caracterizou pelo seu papel de resistência cultural. O TEUC apresentou os seus espetáculos pela Europa, África e Brasil, tendo recebido numerosas condecorações e prémios ao longo da sua história. Ainda agora, na atualidade, o TEUC continua a ganhar prémios em diversos festivais de teatro universitário quer em Portugal quer além-fronteiras. Com o passar dos anos, inúmeros outros organismos foram surgindo.
A 26 de abril de 1919 foi feita Oficial da Ordem Militar da Torre e Espada, do Valor, Lealdade e Mérito.

## Alcaides-Mores do Castelo de Coimbra e Presidentes da Câmara Municipal de Coimbra
- D. Pedro Pais da Silva
- Gonçalo Mendes de Vasconcelos
- Rui Braga Carrington da Costa
- Carlos Manuel de Sousa Encarnação (2001–2010)
- José Manuel Silva (2021–presente)

## População
| Número de habitantes | Número de habitantes | Número de habitantes | Número de habitantes | Número de habitantes | Número de habitantes | Número de habitantes | Número de habitantes | Número de habitantes | Número de habitantes | Número de habitantes | Número de habitantes | Número de habitantes | Número de habitantes | Número de habitantes | Número de habitantes |
| -------------------- | -------------------- | -------------------- | -------------------- | -------------------- | -------------------- | -------------------- | -------------------- | -------------------- | -------------------- | -------------------- | -------------------- | -------------------- | -------------------- | -------------------- | -------------------- |
| 1864                 | 1878                 | 1890                 | 1900                 | 1911                 | 1920                 | 1930                 | 1940                 | 1950                 | 1960                 | 1970                 | 1981                 | 1991                 | 2001                 | 2011                 | 2021                 |
| 40 681               | 45 075               | 51 996               | 54 105               | 62 872               | 62 870               | 76 494               | 85 702               | 98 027               | 106 404              | 110 553              | 138 930              | 139 052              | 148 443              | 143 396              | 140 816              |

(Obs.: Número de habitantes "residentes", ou seja, que tinham a residência oficial neste município à data em que os censos se realizaram.)
| Número de habitantes por Grupo Etário | Número de habitantes por Grupo Etário | Número de habitantes por Grupo Etário | Número de habitantes por Grupo Etário | Número de habitantes por Grupo Etário | Número de habitantes por Grupo Etário | Número de habitantes por Grupo Etário | Número de habitantes por Grupo Etário | Número de habitantes por Grupo Etário | Número de habitantes por Grupo Etário | Número de habitantes por Grupo Etário | Número de habitantes por Grupo Etário | Número de habitantes por Grupo Etário | Número de habitantes por Grupo Etário |
| ------------------------------------- | ------------------------------------- | ------------------------------------- | ------------------------------------- | ------------------------------------- | ------------------------------------- | ------------------------------------- | ------------------------------------- | ------------------------------------- | ------------------------------------- | ------------------------------------- | ------------------------------------- | ------------------------------------- | ------------------------------------- |
|                                       | 1900                                  | 1911                                  | 1920                                  | 1930                                  | 1940                                  | 1950                                  | 1960                                  | 1970                                  | 1981                                  | 1991                                  | 2001                                  | 2011                                  | 2021                                  |
| 0–14 Anos                             | 16 895                                | 19 843                                | 18 036                                | 21 777                                | 23 069                                | 23 434                                | 26 649                                | 27 260                                | 32 830                                | 24 824                                | 20 521                                | 17 837                                | 16 520                                |
| 15-24 Anos                            | 11 597                                | 12 998                                | 13 697                                | 17 001                                | 17 114                                | 21 192                                | 18 383                                | 18 380                                | 22 585                                | 23 148                                | 21 727                                | 14 987                                | 13 885                                |
| 25–64 Anos                            | 22 783                                | 25 499                                | 26 382                                | 33 712                                | 40 370                                | 46 680                                | 52 695                                | 53 655                                | 68 222                                | 73 099                                | 81 656                                | 81 786                                | 74 877                                |
| 65 Anos                               | 3 436                                 | 3 825                                 | 3 720                                 | 4 738                                 | 5 870                                 | 7 240                                 | 8 677                                 | 10 865                                | 15 293                                | 17 981                                | 24 539                                | 28 786                                | 35 534                                |

(Obs.: De 1900 a 1950 os dados referem-se à população "de facto", ou seja, que estava presente no município à data em que os censos se realizaram. Daí que se registem algumas diferenças relativamente à designada população residente.)

## Património
| Imagem: Universidade de Coimbra - Alta e Sofia | A cidade de Coimbra inclui o sítio "Universidade de Coimbra - Alta e Sofia", Património Mundial da UNESCO. |  |

- Torre de Bera

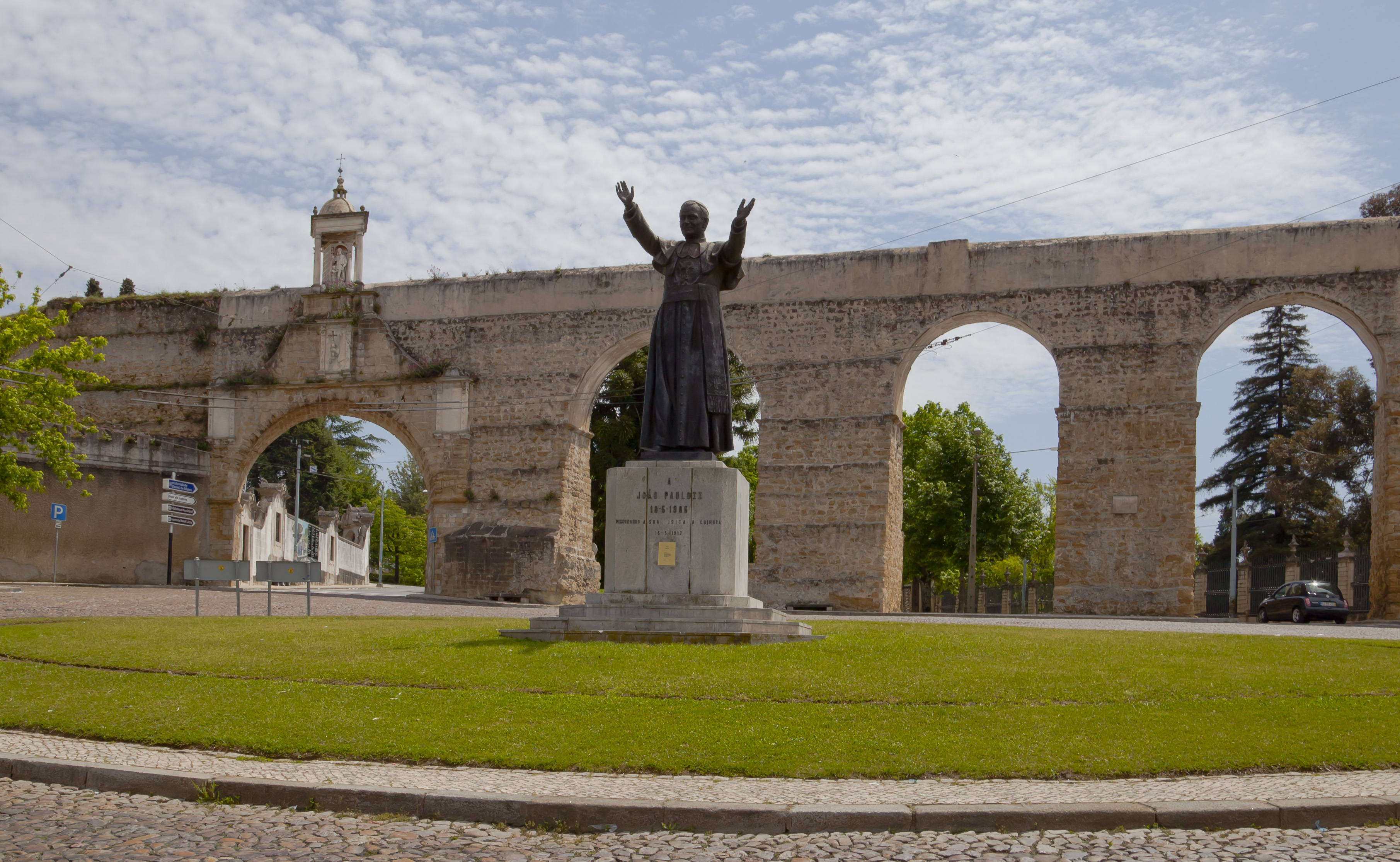
Praça João Paulo II e Aqueduto de São Sebastião

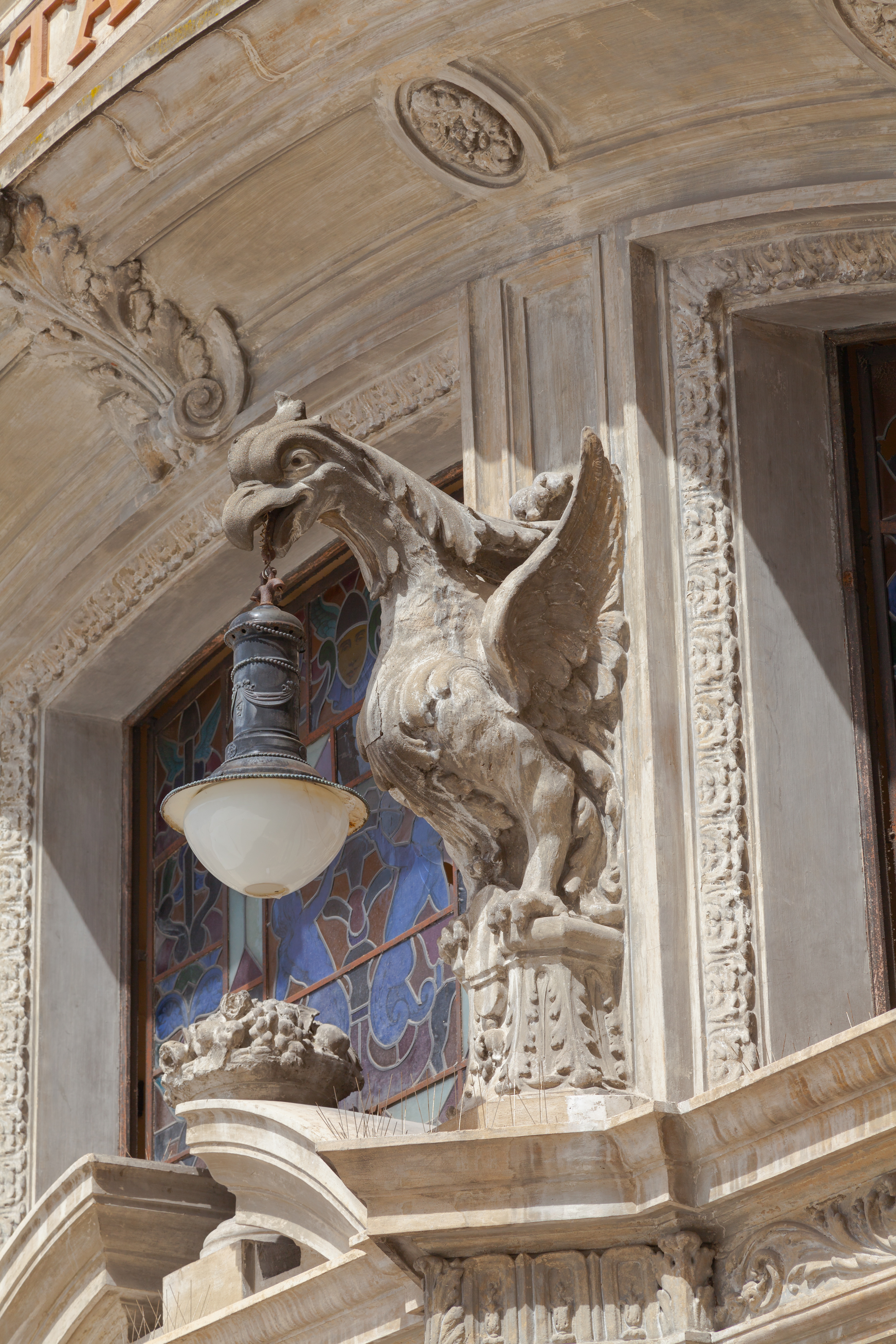
Café Santa Cruz.

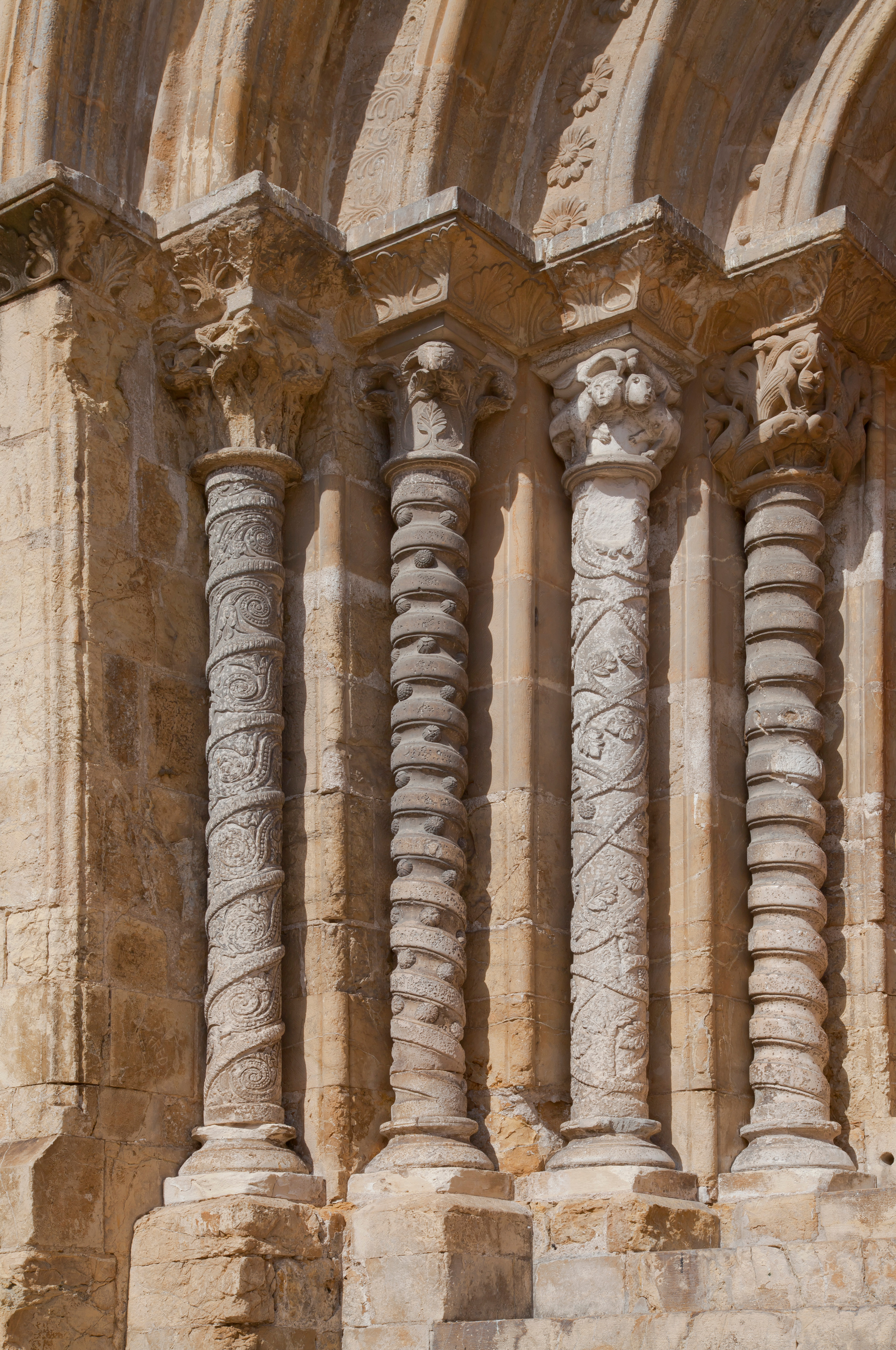
Igreja de Santiago

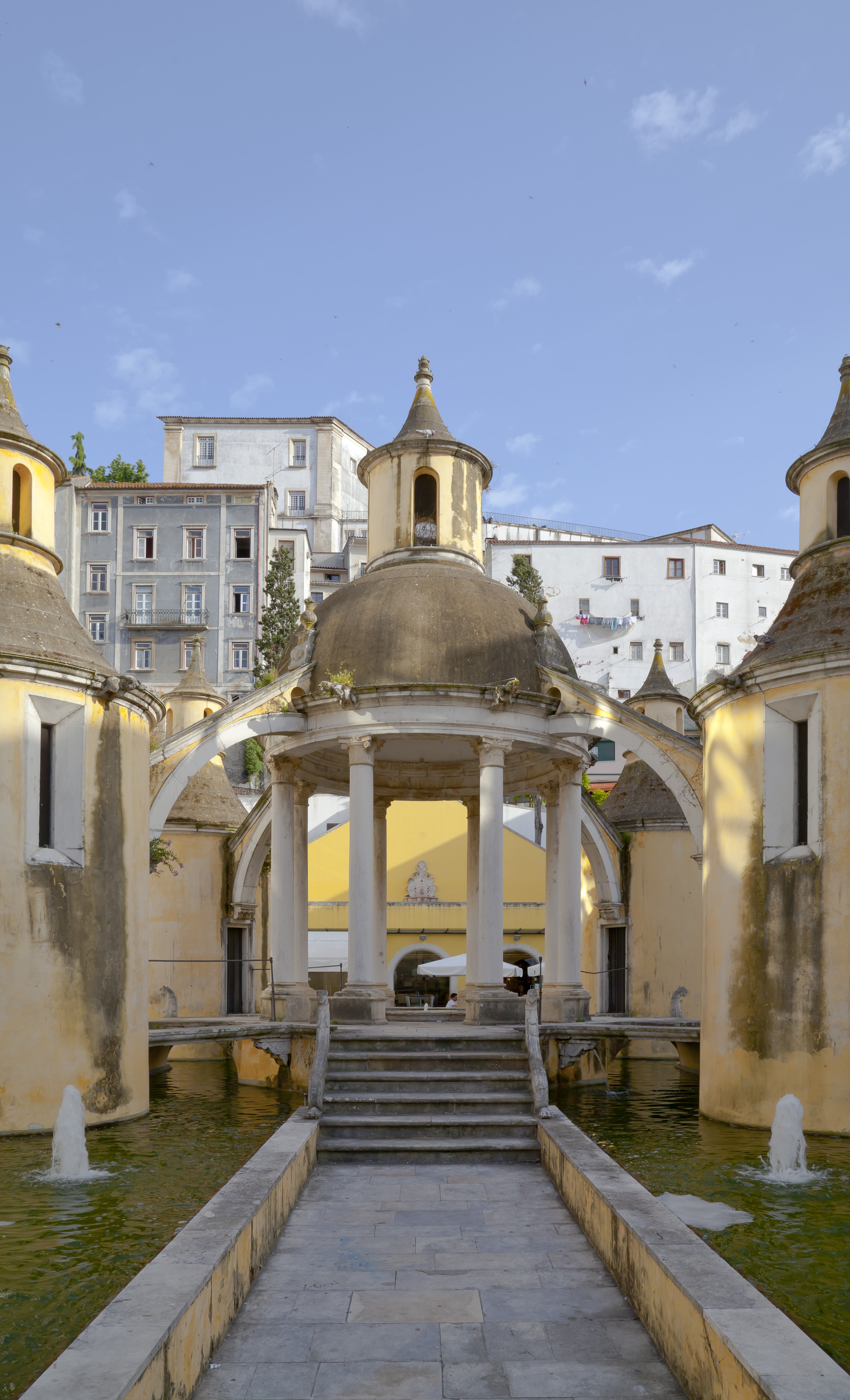
Jardim da Manga

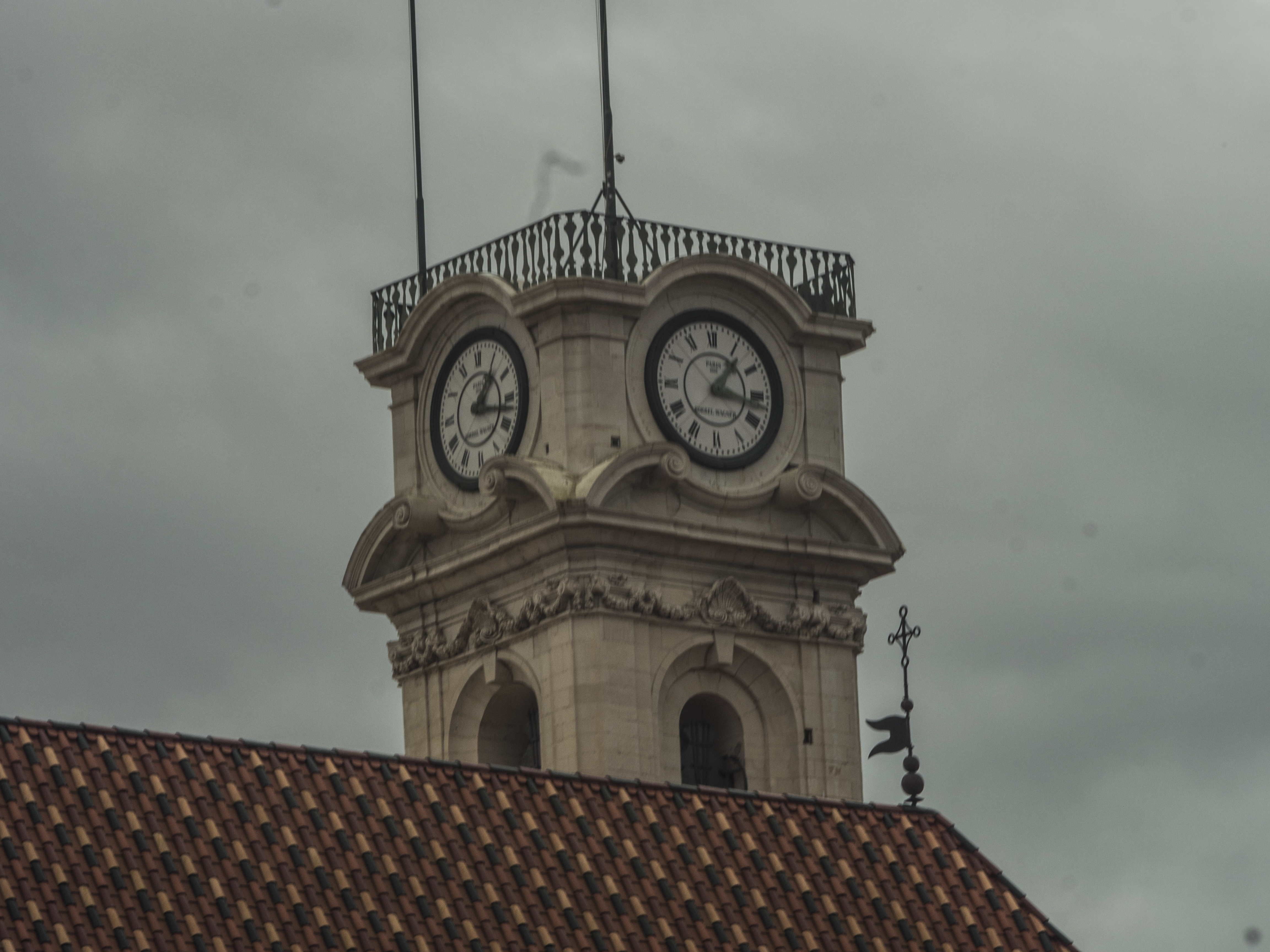
Torre da Universidade de Coimbra

- Torre de Anto ou Torre do Prior do Ameal ou Casa do Artesanato ou Núcleo Museológico da Memória da Escrita
- Sé Velha de Coimbra ou Igreja da Sé Velha, compreendendo o túmulo de D. Sesnando
- Paço de Sub-Ripas, Paço de Sobre-Ripas, Arco de Sub-Ripas ou Palácio de Sub-Ribas
- Capela do Espírito Santo (Eiras) ou Capela do Sacramento
- Mosteiro de Santa Clara-a-Nova ou Mosteiro de Santa Isabel e túmulo da Rainha Santa Isabel, claustro e coros
- Mosteiro de Santa Clara-a-Velha (primitivo)
- Quinta das Lágrimas
- Aqueduto de Santa Clara
- Café Santa Cruz
- Mosteiro de Santa Cruz ou Mosteiro de Santa Cruz de Coimbra e túmulos de D. Afonso Henriques e de D. Sancho I
- Igreja da Graça ou Igreja de Nossa Senhora da Graça ou Colégio da Graça
- Claustro da Manga ou Jardim da Manga
- Rua da Sofia
- Igreja do Carmo (Coimbra)
- Mosteiro de Celas
- Igreja de Santo António dos Olivais ou Santuário de Santo António dos Olivais
- Igreja de Santiago (Coimbra)
- Edifício Chiado
- Pelourinho de Coimbra
- Igreja de São Bartolomeu
- Colégio de São Jerónimo
- Aqueduto de São Sebastião ou Arcos do Jardim
- Sé Nova de Coimbra ou Colégio dos Jesuítas ou Igreja das Onze Mil Virgens
- Paço Episcopal de Coimbra ou Museu Nacional de Machado de Castro
- Parque de Santa Cruz ou Jardim da Sereia
- Jardim Botânico da Universidade de Coimbra
- Escola Secundária José Falcão
- Seminário Maior da Sagrada Família

## Educação
Por bastantes vezes, Coimbra é chamada de "Cidade do Conhecimento" ou "Cidade dos estudantes", principalmente por ter uma das mais antigas e prestigiadas universidades da Europa — a Universidade de Coimbra (UC) é a herdeira do Estudo Geral solicitado ao papa pelo rei D. Dinis e por um conjunto de prelados portugueses em 1288, e que viria a obter confirmação pontifícia em 1290, tendo-se estabelecido inicialmente em Lisboa. Após uma itinerância atribulada entre Lisboa e Coimbra durante os séculos XIII e XIV, a universidade viria a estabelecer-se estavelmente em Coimbra em 1537, tendo o rei D. João III cedido o próprio paço real para as instalações. Estas instalações foram adquiridas pela Universidade no reinado de Filipe I, sendo desde então conhecidas por Paço das Escolas. Nos dias correntes, a Universidade de Coimbra tem aproximadamente 21 000 alunos, contando com alguns dos mais seletivos e exigentes programas académicos do país, um elevado número de unidades de investigação acreditadas, e tendo cerca de 10% de alunos estrangeiros de 70 nacionalidades diferentes, sendo assim a mais internacional das universidades portuguesas.
Atualmente, toda a Alta Universitária e Rua da Sofia (onde a Universidade nasceu) estão em processo de modernização no âmbito do reconhecimento da Universidade de Coimbra a Património Mundial da Humanidade da UNESCO. Toda a Alta vai sofrer uma intervenção que a vai tornar mais aprazível, mais bonita e mais dinâmica. É também aí que vai nascer o Tribunal Universitário Europeu, numa iniciativa inédita na Europa.
É também em Coimbra que existe a mais antiga e maior associação de estudantes do país — a Associação Académica de Coimbra fundada a 3 de novembro de 1887. Esta organização representa todos os alunos da Universidade.
Para além da bem conhecida Universidade de Coimbra com as suas 8 faculdades, existem muitas outras escolas e institutos de ensino superior públicos (como o Instituto Politécnico de Coimbra e a Escola Superior de Enfermagem de Coimbra) e privados (Escola Universitária Vasco da Gama, Instituto Superior Miguel Torga, Instituto Superior Bissaya Barreto (ISBB), Escola Universitária das Artes de Coimbra), o que faz com que a cidade tenha um total de cerca de 35 000 estudantes do ensino superior.
Para seguir estudos superiores, Coimbra foi durante séculos, escolhida por um largo número de jovens de todos os cantos de Portugal por ser a única universidade Portuguesa. Ainda hoje, apesar da existência de uma vasta rede de ensino superior em Portugal, a cidade goza de algum desse estatuto herdado do passado, a que não é alheia a diversificada oferta nos vários campos de educação, mas também a reconhecida qualidade e prestígio da maioria dos cursos da histórica e emblemática Universidade de Coimbra, assim bem como o seu famoso ambiente estudantil e a vasta tradição académica que lhe está associada.

Palácio das Escolas (Universidade de Coimbra)

A cidade tem também um vasto número de escolas públicas e privadas de ensino básico e secundário, sendo algumas, das melhores no ranking nacional — Escola Secundária Infanta Dona Maria (a melhor do país em ensino público), Escola Secundária de Avelar Brotero (pública), Colégio de São Teotónio (ensino privado), Colégio Rainha Santa Isabel (uma das melhores a nível nacional no ensino privado), Escola Secundária José Falcão (pública), Escola Secundária de Dom Duarte (pública), Escola Secundária de Dom Dinis (pública), Escola Secundária de Jaime Cortesão (pública) e a Escola Secundária da Quinta das Flores (pública).

## Clima
A cidade de Coimbra apresenta um clima mediterrânico de verão fresco (Classificação climática de Köppen-Geiger: Csb). No Inverno as temperaturas variam entre 15 °C diurnos e 5º noturnos no mês mais frio, podendo beirar os 0º em vagas de frio, ao passo que no Verão as temperaturas oscilam entre os 29 °C diurnos e 16º noturnos podendo chegar aos 40 °C e até mesmo ultrapassar. As maior e menor temperaturas registadas em Coimbra no período 1971–2000 foram 41,6 °C e -4,9 °C. Porém,há registos de -7,8 °C em 1941 e 42,5 °C em 1943.
| Dados climatológicos para Coimbra                                 | Dados climatológicos para Coimbra | Dados climatológicos para Coimbra | Dados climatológicos para Coimbra | Dados climatológicos para Coimbra | Dados climatológicos para Coimbra | Dados climatológicos para Coimbra | Dados climatológicos para Coimbra | Dados climatológicos para Coimbra | Dados climatológicos para Coimbra | Dados climatológicos para Coimbra | Dados climatológicos para Coimbra | Dados climatológicos para Coimbra | Dados climatológicos para Coimbra |
| Mês                                                               | Jan                               | Fev                               | Mar                               | Abr                               | Mai                               | Jun                               | Jul                               | Ago                               | Set                               | Out                               | Nov                               | Dez                               | Ano                               |
| ----------------------------------------------------------------- | --------------------------------- | --------------------------------- | --------------------------------- | --------------------------------- | --------------------------------- | --------------------------------- | --------------------------------- | --------------------------------- | --------------------------------- | --------------------------------- | --------------------------------- | --------------------------------- | --------------------------------- |
| Temperatura máxima recorde (°C)                                   | 23,0                              | 25,5                              | 29,5                              | 32,5                              | 35,0                              | 41,6                              | 40,2                              | 40,0                              | 40,0                              | 34,6                              | 27,6                              | 25,2                              | 41,6                              |
| Temperatura máxima média (°C)                                     | 14,6                              | 15,9                              | 18,3                              | 19,3                              | 21,6                              | 25,3                              | 28,1                              | 28,5                              | 26,9                              | 22,4                              | 18,0                              | 15,4                              | 21,2                              |
| Temperatura mínima média (°C)                                     | 4,6                               | 5,9                               | 6,9                               | 8,4                               | 10,8                              | 13,5                              | 15,0                              | 14,4                              | 13,4                              | 10,9                              | 7,7                               | 6,3                               | 9,8                               |
| Temperatura mínima recorde (°C)                                   | −4,9                              | −4,0                              | −3,3                              | −1,5                              | 2,0                               | 4,1                               | 6,8                               | 6,0                               | 2,0                               | −2,6                              | −3,1                              | −2,8                              | −4,9                              |
| Precipitação (mm)                                                 | 112,2                             | 105,6                             | 65,5                              | 84,8                              | 79,5                              | 39,8                              | 12,8                              | 14,4                              | 51,7                              | 102,6                             | 109,4                             | 126,8                             | 905,1                             |
| Fonte: Instituto de Meteorologia (IM) (Climatologia de 1971-2000) |                                   |                                   |                                   |                                   |                                   |                                   |                                   |                                   |                                   |                                   |                                   |                                   |                                   |

## Cultura e lazer

### Museus
O grande espaço museológico de Coimbra por excelência é o Museu Nacional de Machado de Castro junto à Sé Nova, instalado no Palácio Episcopal de Coimbra. Considerado um dos mais importantes museus do país, possui coleções importantes de pintura, escultura, ourivesaria, cerâmica e têxteis.
A universidade possui também coleções museológicas de raro valor, destacando-se as coleções de instrumentos científicos dos séculos XVIII e XIX do Museu de Física, e as coleções de Antropologia, Zoologia, Botânica e Mineralogia do Museu de História Natural. Recentemente, estas coleções foram agrupadas no Museu da Ciência da Universidade de Coimbra, que é assim um dos núcleos museológicos de ciência mais importantes a nível europeu.
Destaca-se ainda o Museu Municipal de Coimbra, composto por várias instalações: Edifício Chiado, Torre de Almedina, Torre de Anto, Sala da Cidade e Edifício da Inquisição.
Coimbra é também uma cidade de arte, existem 31 galerias de arte espalhadas por toda a cidade, que receberam mais de 200 000 visitantes em 2003.

### Jogos sem Fronteiras
Em 1993, Coimbra foi a cidade portuguesa anfitriã dos Jogos sem Fronteiras.
Numa primeira fase estiveram representadas as seguintes cidades de 7 países:
- Šumperk, República Checa
- Llantrisant, Reino Unido
- Genebra, Suíça
- Batalha, Portugal
- Hajdúszoboszló, Hungria
- Véria, Grécia
- Tursi, Itália

Numa 2ª fase:
- Siracusa, Itália
- Coimbra, Portugal
- Písek, República Checa
- Tapolca, Hungria
- Le Noirmont, Suíça
- Caerfyrddin, Reino Unido
- Patras, Grécia

### Música

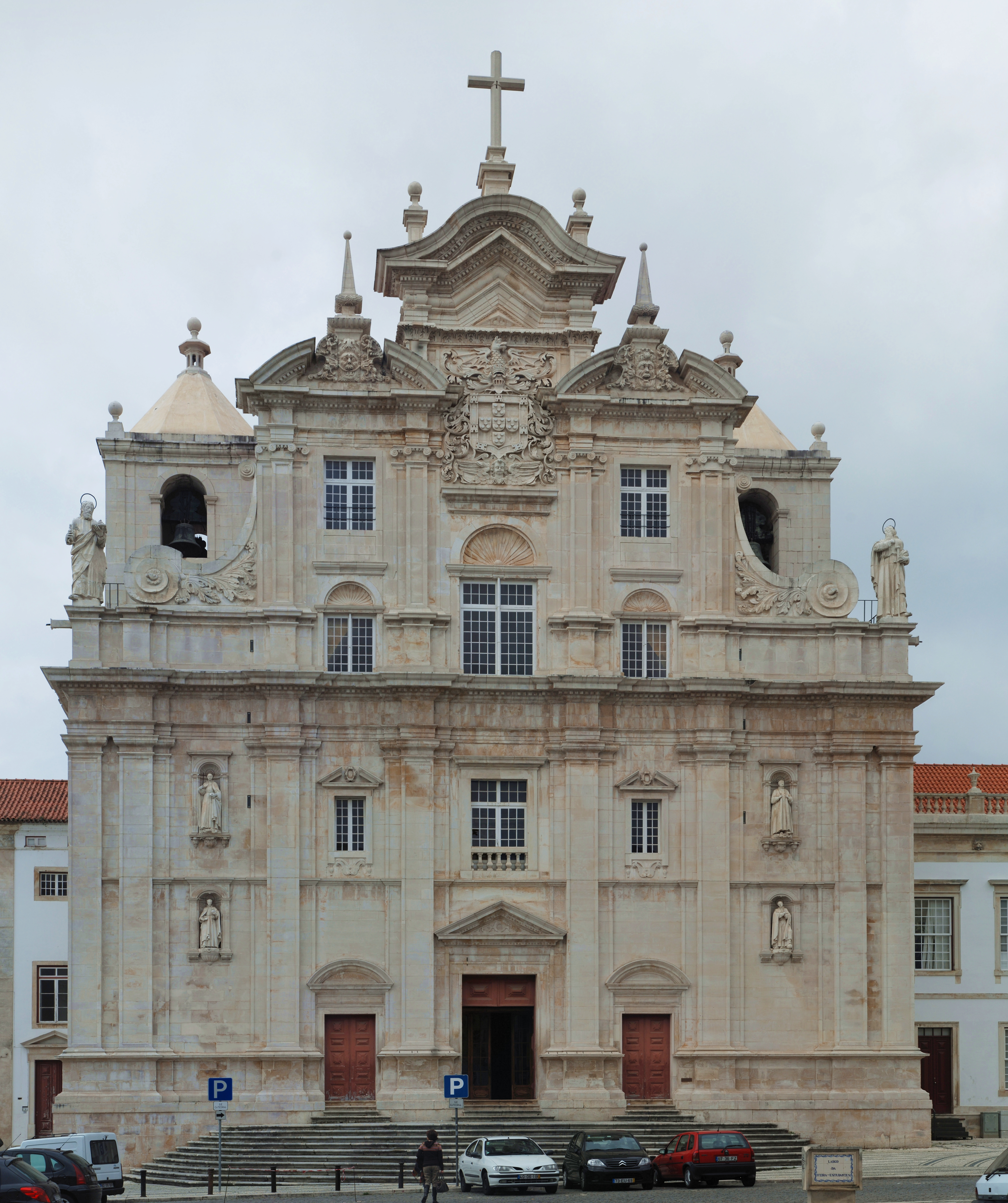
Sé Nova (Sé Catedral de Coimbra), Coimbra.

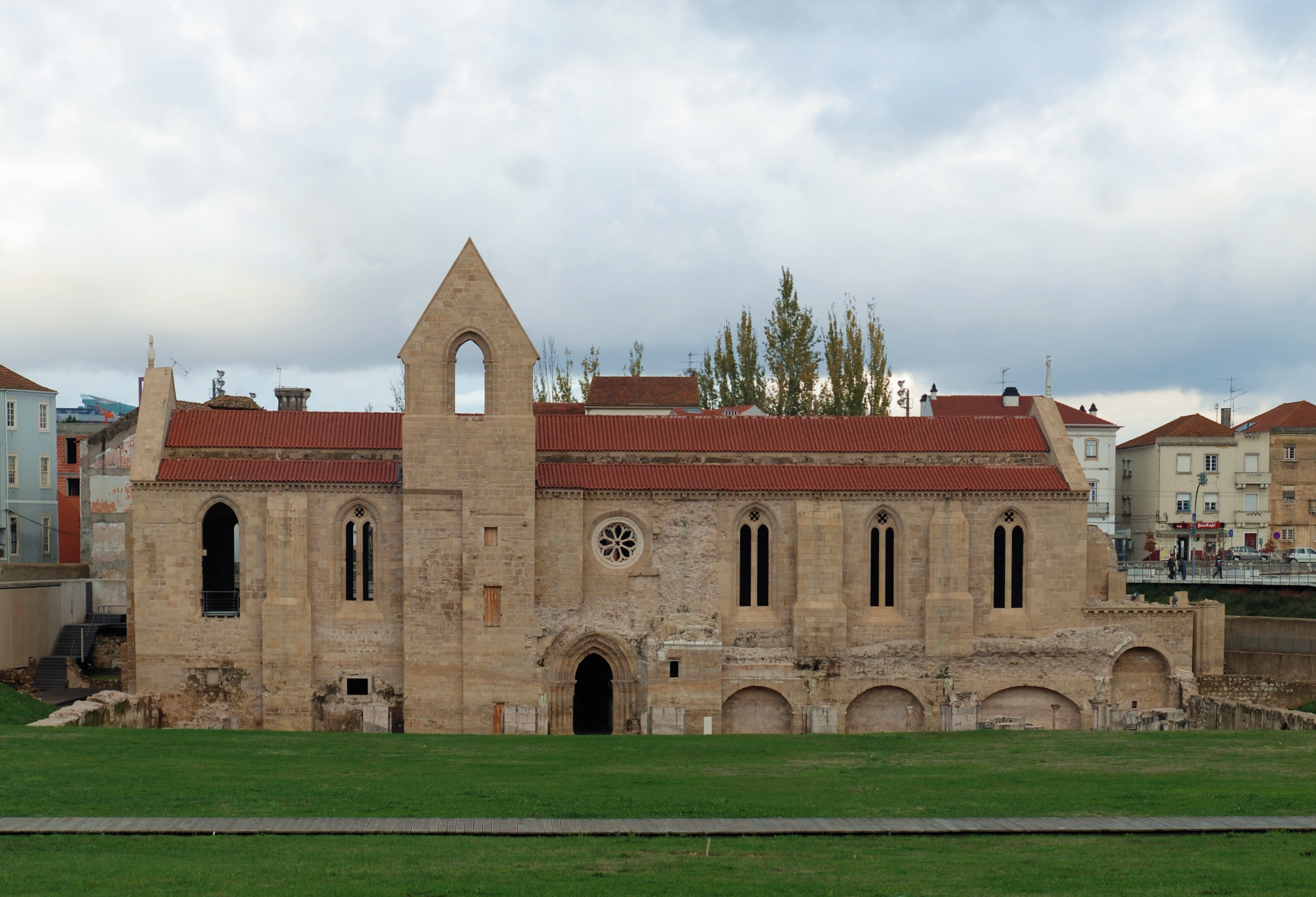
Mosteiro de Santa Clara-a-Velha, Coimbra.

Enquanto uma das primeiras capitais de Portugal e sede da mais antiga universidade Portuguesa, Coimbra tem sido ao longo dos séculos um importante centro musical. Historicamente, a Sé Nova, o Mosteiro de Santa Cruz (fundado por D. Afonso Henriques) e a Universidade (com aula de música desde 1323) constituíram os principais centros de produção e prática musical. D. Pedro de Cristo e Carlos Seixas são referências cimeiras na música portuguesa, a que se juntam os nomes de D. Pedro da Esperança, D. Francisco de Santa Maria, D. Heliodoro de Paiva, Fernão Gomes Correia, Vasco Pires, Mateus de Aranda, Pedro Thalésio ou José Maurício.
O fado de Coimbra está intimamente ligado às tradições académicas e caracteriza-se por uma guitarra com uma estrutura, configuração e afinação própria. Nomes como Adriano Correia de Oliveira e Zeca Afonso, cantores e poetas da resistência à ditadura, revolucionaram a música tradicional portuguesa. É ainda ligado ao Fado de Coimbra que temos a mais emblemática casa de Fados; O Centro Cultural àCapella. Numa antiga capela do Séc. XIV, reúnem-se todas as noites os melhores músicos da atualidade fadística: Nuno Correia da Silva, Ricardo Dias, Nuno Botelho, Bruno Costa e outros dão-nos o que o fado tem de melhor!
Na música ligeira contemporânea, particularmente em géneros como o rockabilly e o blues, surgem vários nomes associados a Coimbra. Desses são exemplos JP Simões, Legendary Tiger Man (Paulo Furtado, vocalista dos WrayGunn), os WrayGunn e os Bunnyranch.
Atualmente, a cidade dispõe de vários centros de formação em música, aos mais diversos níveis, destacando-se o Conservatório de Música de Coimbra, a Escola Diocesana de Música Sacra e a Licenciatura em Estudos Artísticos da Faculdade de Letras da Universidade de Coimbra.
Coimbra é ainda considerada uma "cidade de coros", devido ao elevado número deste tipo de formação na cidade. Destacam-se, entre os coros académicos, o Orfeon Académico de Coimbra, o Coro Misto da Universidade de Coimbra e o Coro da Capela da Universidade de Coimbra. Outros agrupamentos ativos são o Coro dos Antigos Orfeonistas da Universidade de Coimbra, o Coro D. Pedro de Cristo, o Choral Poliphonico de Coimbra e o Coro Aeminium.
A nível do reportório e/ou da formação, há ainda grupos mais especializados como a Capela Gregoriana Psalterium, o Coro Vox Etherea, o Grupo Vocal Ad Libitum ou o Coro dos Pequenos Cantores de Coimbra.
O Orfeon Académico de Coimbra (OAC) é um dos mais ilustres representantes da cidade, da Universidade e da Academia. Nos seus 130 anos de história, tem mantido uma presença reconhecida no panorama da cidade e do país. É o coro mais antigo de Portugal, em atividade e um dos mais antigos da Europa.
Por este organismo, mais antigo que a própria Associação Académica de Coimbra, passaram inúmeros nomes de relevo da vida cultural, política e social do país. Ícones da Canção de Coimbra como Luiz Goes, José Afonso, Fernando Machado Soares, Sutil Roque e Fernando Rolim, citando apenas alguns, fizeram parte do OAC.
Até 1974 era um coro exclusivamente masculino, tendo nesse ano começado a admitir elementos femininos de modo a melhor se adaptar à realidade estudantil.
O OAC é conhecido pelas inúmeras digressões que fez pelos 4 continentes. Para além disso, já representou Portugal ao mais alto nível no Festival Europália 91, na Expo'98, na UNESCO, e foi o primeiro coro português a cantar na Basílica de S. Pedro.
Hoje continua a sua atividade com cerca de 50 coralistas, estudantes de Coimbra, e continua a levar a música coral, a canção de Coimbra (Fado de Coimbra), e a música popular a todo o país e ao estrangeiro.
Por outro lado, o papel da mulher na música da Universidade de Coimbra foi reconhecido em 1956 pelo Coro Misto da Universidade de Coimbra (CMUC), o coro misto, em atividade, mais antigo da Academia.
De facto, não se permitia até aí às mulheres a participação em grupos musicais, tendo o Coro Misto da Universidade de Coimbra sido pioneiro.
Ao longo dos seus 50 anos de história, o CMUC serviu de exemplo aos outros coros universitários, os quais acabaram por se render ao peso da mulher na Universidade e se tornar mistos.
Hoje, o Coro Misto da Universidade de Coimbra é composto por cerca de 70 elementos e distingue-se dos restantes coros da cidade pela divulgação da música de Coimbra, empenhando-se na promoção de compositores da cidade de Coimbra, além do típico repertório de música popular e erudita, nacional e estrangeira.
De destacar o recém editado CD "Miserere", que reúne a obra de Francisco Lopes de Macedo e de José Maurício, a primeira das quais não foi cantada desde o século XIX.
Outro ícone incontornável da cena musical, cultural e académica conimbricense é a Orxestra Pitagórica. Não só pela sua antiguidade, mas, sobretudo, por representarem aquilo que de mais genuíno deve haver num estudante de Coimbra: espírito crítico, irreverência e muito boa disposição, este é um grupo que marca, de forma indelével, a passagem dos estudantes por Coimbra. Datam do final do século passado as primeiras atuações da Orxestra Pitagórica. Em 1981, pouco depois da fundação da Secção de Fado da Associação Académica de Coimbra, ressurge com o objetivo primordial de preencher um lacuna muito grave em termos académicos, ou seja, o de não haver ninguém capaz de dizer coisas serias a rir, o que equivale a dizer que a irreverência académica já não se manifestava genuinamente, isto é, que o estudante havia esquecido o que de mais sério há: a alegria e o espírito académico.
Assim, para o Sarau da Queima das Fitas de 1981, reorganizou-se a Orxestra Pitagórica, retomando o agrupamento que havia, em tempos, existido no seio da academia. Dotada de instrumentos sérios como violas, acordeão, cavaquinhos e bandolins, etc., e de instrumentos seríssimos, como sanitas, sinais de transito, autoclismos, cântaros, chapéu de chuva de guizos, etc., a Orxestra Pitagórica lançou ao público o seu repertório cénico e musical de cariz vincadamente "gargalhorico" e popular, dando o toque estudantil a algumas pitorescas músicas que popularmente são entoadas por esse Portugal além. Dos seus últimos 25 anos de vida, sem interrupções, a Orxestra Pitagórica já calcorreou todo este Portugal de norte a sul, ilhas, e vários programas de televisão. Lá por fora, Espanha, França, Itália, Cuba e República Dominicana, foram os países visitados. Por duas vezes venceu o extinto festival Grito Académico Super Bock, que só teve três edições. Já editou um trabalho fonográfico denominado "A2+B2=C2" quando comemorou o seu primeiro centenário. Tem um DVD ao vivo que, enquanto não é editado, pode ser visto na plataforma Youtube.

### Teatro

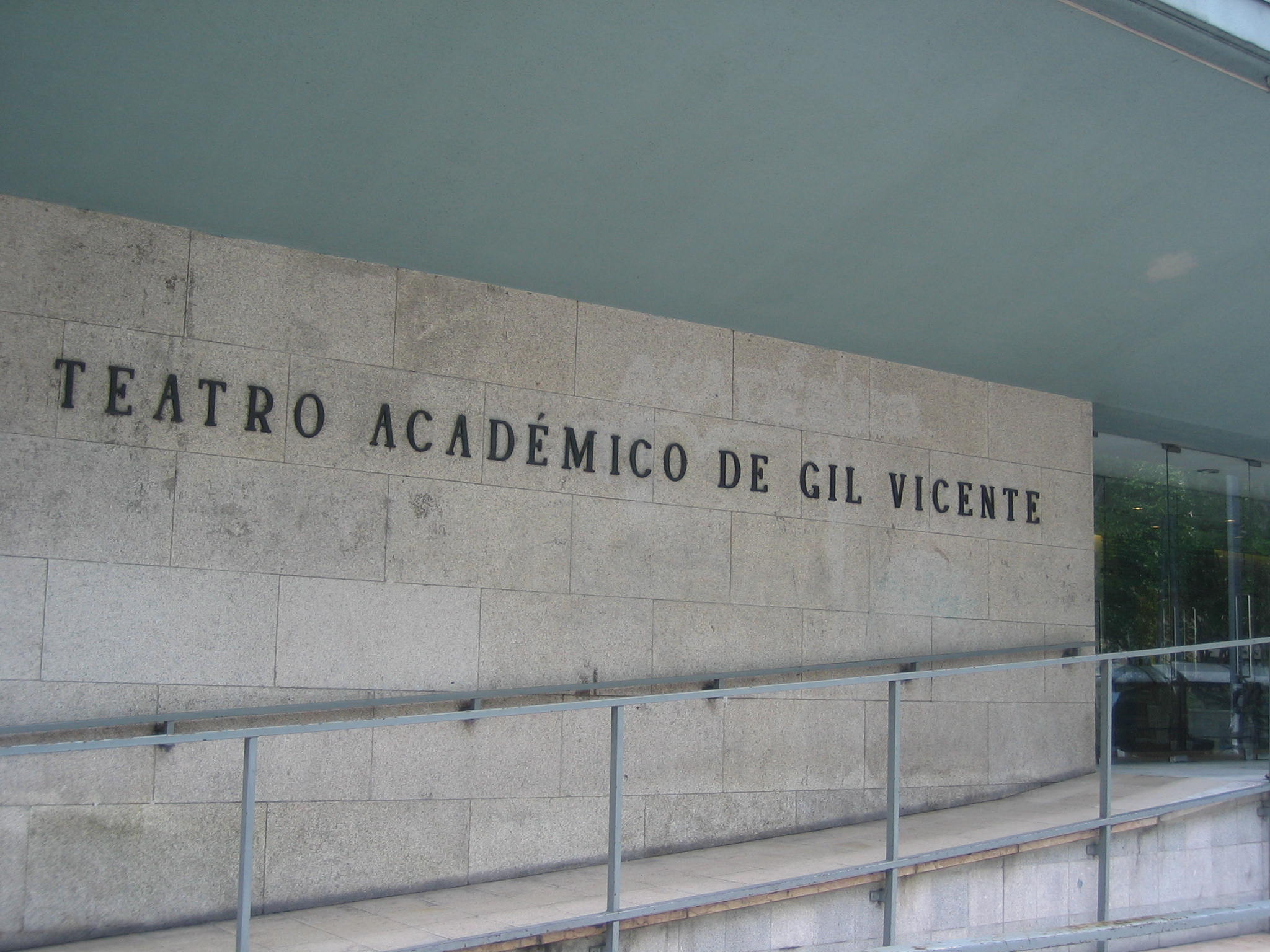
Teatro Académico Gil Vicente

- TEUC — Teatro dos Estudantes da Universidade de Coimbra (TEUC)
- Teatro Académico Gil Vicente
- Círculo de Iniciação Teatral da Academia de Coimbra (CITAC)
- Cena Lusófona
- A Escola da Noite
- O Teatrão
- Encerrado para Obras
- Bonifrates
- Camaleão
- Marionet
- Teatrar — Arzila
- Loucomotiva — Grupo Teatro Taveiro
- Grupo Teatro do CPT de Sobral de Ceira — Ceira
- Convento São Francisco

### Monumentos e espaços de interesse
Coimbra é uma cidade romântica, tendo ficado conhecida pelo amor proibido do rei Dom Pedro e Dona Inês um dos seus episódios mais marcantes.

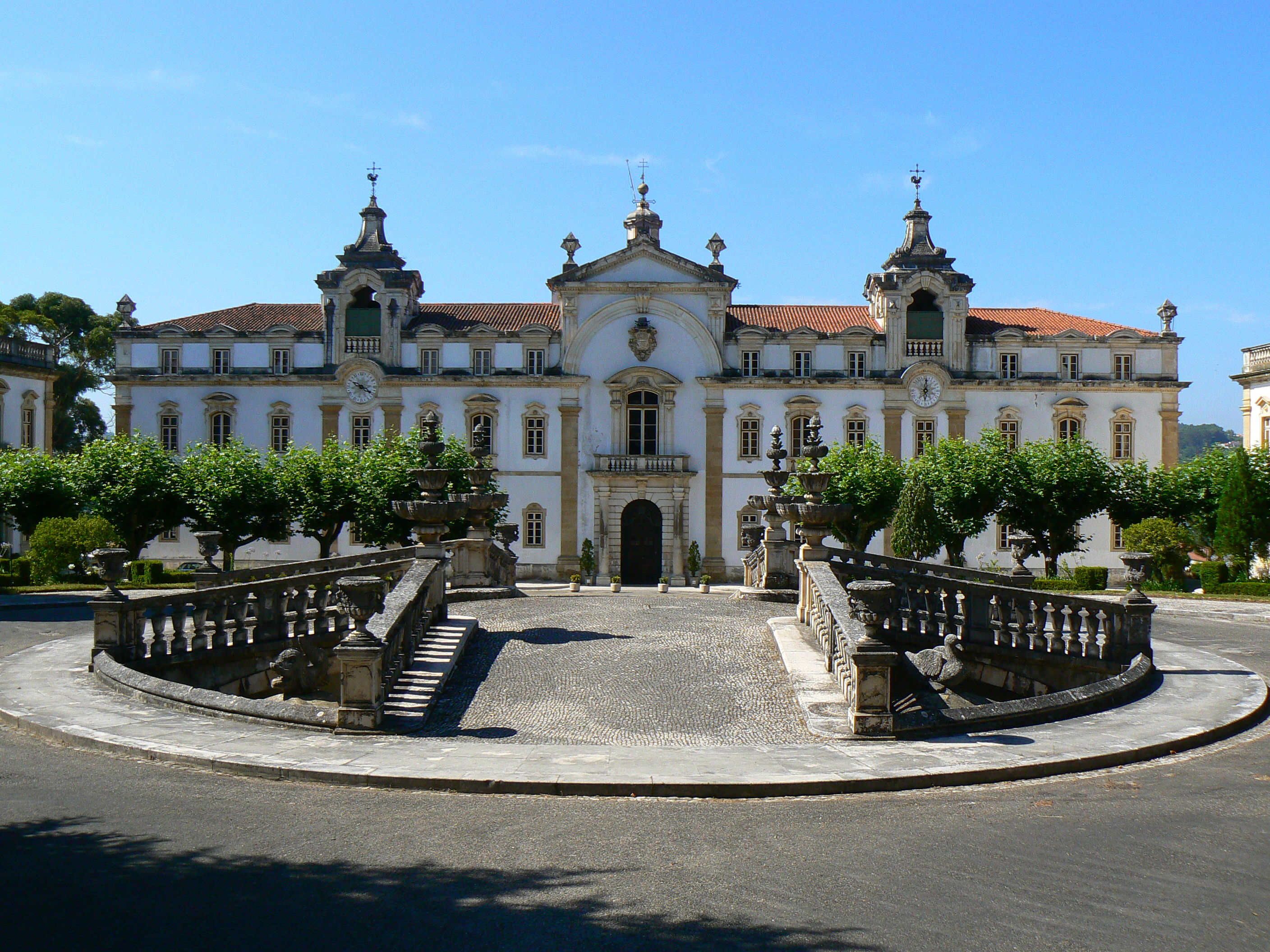
Seminário Maior da Sagrada Família

| - Aqueduto de S. Sebastião mais conhecido por Arcos do Jardim - Biblioteca Joanina - Convento de São Francisco - Colégio de S. Bento - Mosteiro de Santa Clara-a-Nova - Igreja da Graça (Coimbra) - Igreja de Santiago - Igreja de São Bartolomeu - Igreja de Santo António dos Olivais - Jardim da Manga - Jardim Botânico da Universidade de Coimbra - Mosteiro de Celas - Mosteiro de Santa Clara-a-Velha - Mosteiro de Santa Cruz - Palácio Episcopal onde está instalado o Museu Nacional Machado de Castro - Palácio de Sub-Ripas - Portugal dos Pequenitos - Sé Velha de Coimbra - Sé Nova de Coimbra - Torre de Almedina - Torre de Anto - Quinta das Lágrimas - Palácio das Escolas - Palácio da Quinta das Lágrimas - Ruinas de Conimbriga - Memorial da Irmã Lúcia (Carmelo de Coimbra) - Mata Nacional do Choupal - Museu Municipal de Coimbra | - Mata Nacional de Vale de Canas - Penedo da Saudade - Penedo da Meditação - Portugal dos Pequenitos - Aeródromo de Coimbra - Universidade de Coimbra - Parque Verde do Mondego - Ponte Pedro e Inês - Biblioteca Joanina - Museu Botânico - Pavilhão Centro de Portugal - Estádio Cidade de Coimbra - Parque de Santa Cruz ou Jardim da Sereia - Jardim Botânico de Coimbra - Jardins da Quinta das Lágrimas - Exploratório — Centro Ciência Viva de Coimbra - Museu da Ciência - Casa Museu Miguel Torga - Casa da Escrita - Quinta das Lágrimas - Coimbra Shopping - Alma Shopping - Fórum Coimbra - Ponte Rainha Santa Isabel - Ponte de Santa Clara - Açude-ponte de Coimbra - Mercado Municipal D. Pedro |

## Festas académicas
Para além das festas da cidade em honra de Santa Isabel de Portugal, na primeira semana de julho (centradas em torno do feriado municipal a 4 de julho, festa da Rainha Santa Isabel), ‎Coimbra é também conhecida pelas festas e tradições académicas.
A primeira das duas festas é a Latada ou a Festa das Latas e imposição das insígnias, que acontece no início do ano escolar, para dar as boas-vindas aos novos estudantes (caloiros ou novatos). As Latadas começaram no século XIX quando os estudantes exprimiam ruidosamente a sua alegria pelo termo do ano letivo em maio. Utilizavam para isso todos os objetos que produzissem barulho, nomeadamente latas. Foi a partir dos anos 1950/60 que as Latadas passaram a ocorrer, não no termo do ano letivo, mas sim no início, coincidindo com a abertura da Universidade e a chegada da população escolar de férias, o que dava à cidade um clima eminentemente académico. Atualmente os caloiros, incorporados no cortejo, vestem uma fantasia pessoal com as cores da sua faculdade ou a batina virada do avesso, transportando cartazes com legendas de conteúdo crítico, alusivos à vida escolar ou nacional. Os caloiros seguem em duas filas paralelas, com os padrinhos que devem ter um comportamento digno de um estudante de Coimbra, dando o exemplo aos novatos que se estão a iniciar na Praxe Académica. No fim do cortejo nas ruas da cidade, os novos estudantes são batizados no rio Mondego: "Ego te baptizo in nomine solemnissima praxis".
A segunda festa é a Queima das Fitas, bastante mais importante que a primeira, sendo a maior festa estudantil da Europa, tem lugar no fim do segundo semestre, mais concretamente no mês de maio, começando, na noite de quinta-feira para sexta-feira, com a Serenata Monumental, habitualmente nas escadas da Sé Velha. É a maior festa estudantil de toda a Europa e tem a duração de 8 dias, um dia para cada faculdade da universidade (Medicina, Direito, Ciências e Tecnologias, Letras, Farmácia, Economia, Psicologia e Ciências da Educação e Educação Física e Ciências do Desporto) e, mais recentemente, um dia extra para os Antigos Alunos. Apesar de existirem mais festas do género em outras cidades, o aparecimento da Queima das Fitas começou em 1899 em Coimbra, fazendo assim com que seja única no país. Ela é a explosão delirante da Academia, consistindo para os Quartanistas Fitados e Veteranos, na solenização da última jornada universitária ou seja, o derradeiro trajeto de vivência coimbrã. Os festejos da Queima das Fitas consistem sobretudo no seu programa tradicional, composto por: Serenata Monumental, Sarau de Gala, Baile de Gala das Faculdades, Venda da Pasta (receitas para a Casa de Infância Dr. Elísio de Moura), "Queima" do Grelo (que deu o nome à festa) e Cortejo dos Quartanistas, Chá Dançante e as ainda chamadas Noites do Parque.

## Transportes

### Aéreo
A cidade ainda não tem aeroporto, mas dispõe de um aeródromo que procura assegurar ligações de âmbito nacional (Aeródromo Bissaya Barreto) e ligação marítima, graças à proximidade com o porto da Figueira da Foz, que é o porto mais central entre as cidades de Lisboa e Porto e que serve a cidade de Coimbra.
A nível de aeroportos internacionais, aquele que se encontra mais próximo é o Aeroporto Francisco Sá Carneiro no Porto a cerca de 130 km. O principal aeroporto do país, o Aeroporto Humberto Delgado em Lisboa encontra-se a 180 km. Embora tanto um como outro se encontrem a mais de uma centena de quilómetros, as infraestruturas rodo e ferroviárias existentes permitem ligar Coimbra a cada um dos aeroportos em pouco mais de 1 hora e meia.
Existe a intenção de transformar a Base Aérea de Monte Real, no município de Leiria, num aeroporto internacional civil, com vista a servir a região das Beiras o que, a ser feito, colocaria Coimbra a apenas cerca de 60 km de um aeroporto internacional.

### Rodovias
No centro da espinha dorsal do país, Coimbra tem uma localização estratégica com ligação rodoviária à auto-estrada A1 que a liga ao norte e ao sul do país e também à A14 que a liga à vizinha cidade da Figueira da Foz, o maior balneário das Beiras. A cidade também é servida pelo IP3 que a liga a Viseu (e à Guarda através do IC12 ou IC6) e pela A13 que a liga a Tomar. Não existem ligações diretas por autoestrada ao interior do distrito, facto que tem sido objeto de debate na região ao longo dos anos, por ser no interior onde se situam a maior parte dos municípios do distrito. A cidade é parcialmente contornada por duas vias circulares, uma circular interna, conhecida localmente por "variante do hospital", ao nordeste do centro da cidade e por uma circular externa que, não obstante o nome, está já praticamente incluída no miolo da cidade, e da qual fazem parte, entre outras, a Avenida Mendes Silva, a Avenida Fernando Namora e a Avenida Elísio de Moura.

### Ferrovias
Possui ligação ferroviária ao norte e ao sul através do comboio rápido Alfa Pendular. Os serviços regionais realizam os percursos Coimbra-Aveiro; Coimbra-Entroncamento e Coimbra-Guarda e o suburbano limita-se ao trecho Coimbra-Figueira da Foz. O serviço suburbano CP Regional Coimbra-Serpins foi suprimido na sequência de projetos de introdução de um metropolitano ligeiro de superfície, que previa ligar os municípios de Coimbra, Miranda do Corvo e Lousã, com eventual extensão aos municípios de Góis e Arganil através do aproveitamento do canal aberto no início do século XX e nunca utilizado. A alternativa desde 2010 são as ligações por autocarro, resultantes de uma parceria entre a CP — Comboios de Portugal e a Metro Mondego, até estar pronta a ligação do metropolitano.
Possui duas estações ferroviárias:
- Coimbra B ou Estação Velha
- Coimbra, Coimbra A ou Estação Nova

E ainda os seguintes apeadeiros dentro da sua área urbana:
- Bencanta
- Adémia
- Vilela-Fornos
- Espadaneira
- Casais
- Taveiro

Os seguintes apeadeiros e estação, que serviam o extinto Ramal da Lousã e se encontram dentro da área urbana da cidade, encontram-se desativados:
- Estação de Ceira
- Coimbra-Parque
- Coimbra-São José, São José (Calhabé) ou simplesmente São José
- Carvalhosas
- Conraria

### Rede interna
No interior da cidade existe uma grande rede de transportes públicos coletivos, os SMTUC, que já completaram 100 anos de existência, operando autocarros, tróleis, e (até 1980) elétricos. O Elevador do Mercado é também um equipamento de transporte público.
Os táxis também são muito comuns na cidade, mantendo actualmente as cores emblemáticas dos táxis antigos: preto e verde, embora haja alguns de cor creme. Existem 22 praças de táxis nos principais pontos da cidade, onde circulam 117 veículos, dos quais 115 operados pela Politáxis, a única central de rádio táxi de Coimbra.

## Economia e indústria
Segundo dados de 2005, o distrito possui 5 441 empresas com uma faturação anual de 2 318 M. EUR mas apenas 83 estão entre as mil maiores empresas do país.
De qualquer forma o seu tecido empresarial tem vindo a recuperar competitividade nos últimos anos e existem perspetivas de criação de novas áreas de localização empresarial na área do município de Coimbra. A cidade possui uma emergente indústria de alta tecnologia aplicada à saúde e serviços especializados na área da saúde, mas também muitas empresas de tecnologias de informação de ponta, ligadas à cultura, mas também em áreas como a defesa, aeroespacial, financeira, indústria, telecomunicações etc. Algumas destas empresas tecnológicas, são sobejamente conhecidas a nível internacional, como a Critical Software que colabora com a NASA e a ESA e mais recentemente com a China. Mas existem, muitas outras como a WIT ou a Cnotinfor. Encontra-se em Coimbra a melhor incubadora de empresas do mundo, premiada internacionalmente. Existem em Coimbra três hospitais centrais de dimensão regional: H.U.C. — Hospitais da Universidade de Coimbra, C.H.C. — Centro Hospitalar de Coimbra (que integra três estabelecimentos hospitalares: o Hospital Geral, também conhecido por Hospital dos Covões, o Hospital Pediátrico e a Maternidade de Bissaya Barreto) e I.P.O. Instituto Português de Oncologia.
Atualmente, as zonas industriais da cidade são o Parque Industrial de Taveiro, Parque Industrial de Eiras e o Pólo da Pedrulha e Eiras.
A cidade conta ainda com um parque de ciência e tecnologia — o Coimbra iParque — também apto a receber unidades industriais. Para além de lotes de terreno, para instalação de unidades empresariais, o Coimbra iParque disponibiliza também espaços de escritório, auditórios, salas de formação e de reuniões no business center Leonardo da Vinci — propriedade da sociedade gestora do parque.
Com um poder de compra per capita de €139,5 (2009) o município de Coimbra encontra-se em 3º lugar no ranking de importância económica atrás das áreas urbanas de Lisboa e Porto.
Em Coimbra existem centros comerciais de grandes dimensões, de que são exemplo o Coimbra Shopping, Alma Shopping (antigo Dolce Vita Coimbra), o Fórum Coimbra e o Atrium Solum.

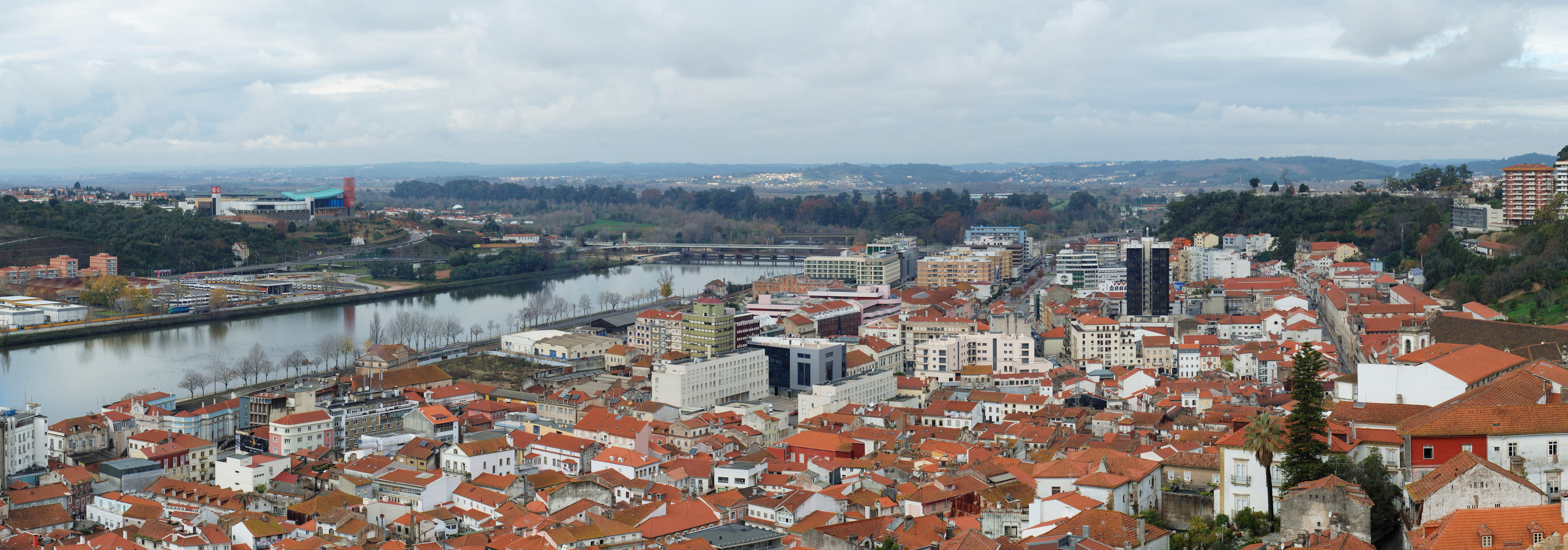
A baixa da cidade, junto ao rio Mondego

### Investigação e tecnologia
A cidade deve muito ao carácter interdisciplinar da Universidade de Coimbra, que a mantém na ribalta da investigação científica. A universidade, principalmente através do Instituto Pedro Nunes e respetiva incubadora de empresas e também do Centro de Neurociências e Biologia Celular (CNC), tem aprendido a cooperar com o tecido empresarial em vários domínios e efetivado a transferência de competências para as empresas. Entre as empresas geradas em resultado da investigação científica levada a cabo na Universidade ("spin-off" universitário) contam-se as empresas Critical Software (desenvolvimento de software), WIT Software (software para aplicações móveis), ISA (telemetria e instrumentação) e Crioestaminal (criopreservação e biomedicina). A inovação tecnológica na área da saúde é um dos exemplos desse novo modelo de desenvolvimento.

## Política

### Eleições autárquicas[19]
| Data | %     | V     | %       | V       | %      | V      | %             | V             | %     | V    | %              | V          | %     | V    | %              | V   | %              | V      | %              | V   | %              | V   | %              | V   | %              | V   | %              | V  | %              | V   | %   | V   | %   | V   | %  | V  | %  | V  | %  | V  | %              | V  | %   | V   | % | V | %   | V   | % | V | Participação |                |
| Data | PS    | PS    | PPD/PSD | PPD/PSD | CDS-PP | CDS-PP | FEPU/APU/ CDU | FEPU/APU/ CDU | GDUP  | GDUP | PCTP/ MRPP     | PCTP/ MRPP | LCI   | LCI  | AD             | AD  | UDP/BE         | UDP/BE | PPM            | PPM | PRD            | PRD | PSR            | PSR | PSN            | PSN | PH             | PH | GCE            | GCE | MPT | MPT | PAN | PAN | E  | E  | IL | IL | CH | CH | NC             | NC | ADN | ADN | A | A | RIR | RIR | V | V | Participação |                |
| ---- | ----- | ----- | ------- | ------- | ------ | ------ | ------------- | ------------- | ----- | ---- | -------------- | ---------- | ----- | ---- | -------------- | --- | -------------- | ------ | -------------- | --- | -------------- | --- | -------------- | --- | -------------- | --- | -------------- | -- | -------------- | --- | --- | --- | --- | --- | -- | -- | -- | -- | -- | -- | -------------- | -- | --- | --- | - | - | --- | --- | - | - | ------------ | -------------- |
| Data | 1976  | 41,05 | 5       | 19,97   | 1      | 14,69  | 1             | 14,26         | 1     | 2,36 | -              | 0,65       | -     | 0,57 | -              |     |                |        |                |     |                |     |                |     |                |     |                |    |                |     |     |     |     |     |    |    |    |    |    |    |                |    |     |     |   |   |     |     |   |   |              | 60,88 / 100,00 |
| 1979 | 31,91 | 3     | AD      | AD      | AD     | AD     | 19,17         | 2             |       |      | 1,24           | -          | PSR   | PSR  | 43,15          | 4   | 1,29           | -      | AD             | AD  | 67,09 / 100,00 |     |                |     |                |     |                |    |                |     |     |     |     |     |    |    |    |    |    |    |                |    |     |     |   |   |     |     |   |   |              |                |
| 1982 | 46,53 | 6     | AD      | AD      | AD     | AD     | 15,31         | 1             | 0,93  | -    | 33,29          | 4          | PSR   | PSR  |                |     | 69,45 / 100,00 |        | AD             | AD  |                |     |                |     |                |     |                |    |                |     |     |     |     |     |    |    |    |    |    |    |                |    |     |     |   |   |     |     |   |   |              |                |
| 1985 | 32,69 | 4     | 37,40   | 4       |        |        | 17,41         | 2             | 0,56  | -    |                |            | PSR   | PSR  |                |     | 8,10           | 1      | 57,32 / 100,00 |     |                |     |                |     |                |     |                |    |                |     |     |     |     |     |    |    |    |    |    |    |                |    |     |     |   |   |     |     |   |   |              |                |
| 1989 | 46,86 | 6     | 30,47   | 4       | 4,53   | -      | 12,75         | 1             | 1,36  | -    |                |            | PSR   | PSR  | 57,87 / 100,00 |     |                |        |                |     |                |     |                |     |                |     |                |    |                |     |     |     |     |     |    |    |    |    |    |    |                |    |     |     |   |   |     |     |   |   |              |                |
| 1993 | 53,92 | 7     | 24,86   | 3       | 4,84   | -      | 11,08         | 1             | 1,20  | -    | 59,12 / 100,00 |            | PSR   | PSR  |                |     |                |        |                |     |                |     |                |     |                |     |                |    |                |     |     |     |     |     |    |    |    |    |    |    |                |    |     |     |   |   |     |     |   |   |              |                |
| 1997 | 45,81 | 6     | 33,23   | 4       | 2,86   | -      | 12,02         | 1             | 0,69  | -    | 0,61           | -          | PSR   | PSR  | 0,38           | -   | 56,52 / 100,00 |        |                |     |                |     |                |     |                |     |                |    |                |     |     |     |     |     |    |    |    |    |    |    |                |    |     |     |   |   |     |     |   |   |              |                |
| 2001 | 29,83 | 4     | AD      | AD      | AD     | AD     | 12,74         | 1             | 0,78  | -    | BE             | BE         | 50,80 | 6    | 1,84           | -   | AD             | AD     | BE             | BE  |                |     | 0,34           | -   | 60,22 / 100,00 |     |                |    |                |     |     |     |     |     |    |    |    |    |    |    |                |    |     |     |   |   |     |     |   |   |              |                |
| 2005 | 29,74 | 4     | AD      | AD      | AD     | AD     | 13,45         | 1             | 1,00  | -    | BE             | BE         | 44,78 | 6    | 5,19           | -   | AD             | AD     | BE             | BE  | 0,23           | -   | 57,32 / 100,00 |     |                |     |                |    |                |     |     |     |     |     |    |    |    |    |    |    |                |    |     |     |   |   |     |     |   |   |              |                |
| 2009 | 34,55 | 4     | AD      | AD      | AD     | AD     | 9,80          | 1             |       |      | BE             | BE         | 41,60 | 6    | 5,86           | -   | AD             | AD     | BE             | BE  |                |     | 4,65           | -   | AD             | AD  | 55,28 / 100,00 |    |                |     |     |     |     |     |    |    |    |    |    |    |                |    |     |     |   |   |     |     |   |   |              |                |
| 2013 | 35,51 | 5     | 29,73   | 4       | 3,91   | -      | 11,11         | 1             | 0,83  | -    | BE             | BE         |       |      |                |     | PSD            | PSD    | BE             | BE  | 9,27           | 1   | PSD            | PSD | 1,45           | -   | 49,38 / 100,00 |    |                |     |     |     |     |     |    |    |    |    |    |    |                |    |     |     |   |   |     |     |   |   |              |                |
| 2017 | 35,46 | 5     | AD      | AD      | AD     | AD     | 8,30          | 1             |       |      | BE             | BE         | 26,56 | 3    | (a)            | (a) | AD             | AD     | BE             | BE  | 16,06          | 2   | AD             | AD  | 1,60           | -   | 0,29           | -  | 53,45 / 100,00 |     |     |     |     |     |    |    |    |    |    |    |                |    |     |     |   |   |     |     |   |   |              |                |
| 2017 | 35,46 | 5     | AD      | AD      | AD     | AD     | 8,30          | 1             | 7,02  | -    | BE             | BE         | 26,56 | 3    | (a)            | (a) | AD             | AD     | BE             | BE  |                |     | AD             | AD  | 1,60           | -   | 0,29           | -  | 53,45 / 100,00 |     |     |     |     |     |    |    |    |    |    |    |                |    |     |     |   |   |     |     |   |   |              |                |
| 2021 | 32,65 | 4     | AD      | AD      | AD     | AD     | 7,51          | 1             | 43,92 | 6    | BE             | BE         |       |      | 6,29           | -   | AD             | AD     | BE             | BE  | 0,22           | -   | 1,45           | -   |                |     | 1,66           | -  | 2,29           | -   | AD  | AD  | MPT | MPT | AD | AD | AD | AD | AD | AD | 52,92 / 100,00 |    |     |     |   |   |     |     |   |   |              |                |

(a) O BE apoiou a lista independente "Cidadãos por Coimbra" em 2017.

### Eleições legislativas
| Ano  | %     | %     | %     | %     | %     | %     | %        | %     | %    | %    | %     | %   | %       | % | %  | %  |
| Ano  | PS    | PSD   | CDS   | PCP   | UDP   | AD    | APU/ CDU | FRS   | PRD  | PSN  | BE    | PAN | PSD CDS | L | IL | CH |
| ---- | ----- | ----- | ----- | ----- | ----- | ----- | -------- | ----- | ---- | ---- | ----- | --- | ------- | - | -- | -- |
| 1976 | 44,14 | 19,63 | 13,40 | 12,14 | 1,60  |       |          |       |      |      |       |     |         |   |    |    |
| 1979 | 34,27 | AD    | AD    | APU   | 1,81  | 39,44 | 17,80    |       |      |      |       |     |         |   |    |    |
| 1980 | FRS   | AD    | AD    | APU   | 1,03  | 39,81 | 15,17    | 38,03 |      |      |       |     |         |   |    |    |
| 1983 | 45,67 | 21,97 | 10,75 | APU   | 0,82  |       | 16,38    |       |      |      |       |     |         |   |    |    |
| 1985 | 26,54 | 24,59 | 7,64  | APU   | 0,83  | 15,68 | 20,15    |       |      |      |       |     |         |   |    |    |
| 1987 | 30,60 | 43,87 | 4,11  | CDU   | 0,46  | 11,74 | 4,36     |       |      |      |       |     |         |   |    |    |
| 1991 | 39,49 | 40,67 | 3,74  | CDU   |       | 8,35  | 0,56     | 2,08  |      |      |       |     |         |   |    |    |
| 1995 | 51,81 | 27,46 | 8,14  | CDU   | 0,46  | 8,42  |          | 0,15  |      |      |       |     |         |   |    |    |
| 1999 | 47,40 | 29,45 | 6,34  | CDU   |       | 9,82  |          | 3,48  |      |      |       |     |         |   |    |    |
| 2002 | 43,92 | 35,08 | 6,33  | CDU   | 7,77  | 3,65  |          |       |      |      |       |     |         |   |    |    |
| 2005 | 45,68 | 25,34 | 6,60  | CDU   | 8,42  | 8,77  |          |       |      |      |       |     |         |   |    |    |
| 2009 | 35,82 | 27,33 | 8,73  | CDU   | 8,50  | 13,60 |          |       |      |      |       |     |         |   |    |    |
| 2011 | 28,61 | 35,99 | 11,02 | CDU   | 8,43  | 7,64  | 1,16     |       |      |      |       |     |         |   |    |    |
| 2015 | 36,49 | CDS   | PSD   | CDU   | 9,28  | 11,03 | 1,11     | 32,64 | 0,85 |      |       |     |         |   |    |    |
| 2019 | 36,95 | 24,75 | 3,98  | CDU   | 7,66  | 12,83 | 2,87     |       | 1,21 | 1,15 | 0,81  |     |         |   |    |    |
| 2022 | 44,06 | 27,97 | 1,54  | CDU   | 4,76  | 6,34  | 1,37     | 1,39  | 4,77 | 4,71 |       |     |         |   |    |    |
| 2024 | 33,83 | AD    | AD    | CDU   | 30,35 | 3,69  | 6,32     | 1,72  | 3,97 | 4,69 | 11,35 |     |         |   |    |    |
| 2025 | 27,39 | AD    | AD    | CDU   | 34,38 | 2,51  | 2,17     | 1,22  | 4,06 | 4,44 | 18,39 |     |         |   |    |    |

## Freguesias do município
O município de Coimbra está dividido em 18 freguesias (assinalam-se com asterisco (*) as consideradas pertencentes à zona urbana da cidade):
| - Almalaguês - Antuzede e Vil de Matos - Assafarge e Antanhol - Brasfemes - Ceira - Cernache - Coimbra (Sé Nova, Santa Cruz, Almedina e São Bartolomeu) (*) - Eiras e São Paulo de Frades (*) - Santa Clara e Castelo Viegas (*) | - Santo António dos Olivais (*) - São João do Campo - São Martinho de Árvore e Lamarosa - São Martinho do Bispo e Ribeira de Frades (*) - São Silvestre - Souselas e Botão - Taveiro, Ameal e Arzila - Torres do Mondego - Trouxemil e Torre de Vilela |

## Cidades gémeas
As cidades gémeas de Coimbra são:
- Beira, Sofala,  Moçambique
- Chaves, Vila Real,  Portugal
- Cambridge, Massachusetts,  Estados Unidos
- Curitiba, Paraná,  Brasil
- Díli, Díli,  Timor-Leste
- Damão, Damão e Diu,  Índia
- Esch-sur-Alzette, Esch-sur-Alzette,  Luxemburgo
- Fez, Fez-Boulemane,  Marrocos
- Halle an der Saale, Saxónia-Anhalt,  Alemanha
- Ilhas, Macau,  Macau
- Lund, Suécia,  Suécia
- Mindelo,  Cabo Verde
- Pádua, Véneto,  Itália
- Poitiers, Vienne,  França
- Salamanca, Castela e Leão,  Espanha
- Santa Clara, Califórnia  Estados Unidos
- Santiago de Compostela, Galiza,  Espanha
- Saragoça, Aragão,  Espanha
- Santos, São Paulo,  Brasil
- São Paulo,  Brasil
- São Carlos, São Paulo,  Brasil
- Yaroslavl, Yaroslavl,  Rússia
- Aix en Provence,  França